# 民航公司106號班機空難
民航公司106號班機（CT106），又稱「神岡空難」，是民航空運公司一班由臺中飛往臺北的定期班機。1964年6月20日，一架編號為B-908的C-46運輸機從臺中起飛後不久即墜毀，導致機上57人全部遇難。遇難者包括20名美國人、1名英國人以及參加第11屆亞太影展的馬來西亞代表團、前亞洲電視董事局主席邱德根之髮妻裘錦秋、國際電影懋業創辦人陆运涛夫婦、總經理周海龍夫婦、製片部主任王植波、聯邦影業總經理夏維堂、華達製片廠創立人胡晉康，台灣新聞處長吳紹璲夫婦、臺灣電影製片廠廠長龍芳，翁啟惠家族成員翁浩清、及當時擔任飛機維護人員預備赴美國受訓之施文彬父親施國華。
失事飛機墜落於豐原、神岡、潭子的交界點，罹難者遺體掉落於神岡三角村。因屍體落於神岡，所以居民以「神岡空難」稱呼。

## 调查
交通部民用航空局的调查人员在报告中认定，该事故为飞行员发现左发动机超速后急转回公館空軍基地或水湳機場降落时失控。
後續由CIA解密調查報告顯示，失事現場各種跡象推測為一起劫機事件，劫機者曾暘（海軍第二造船廠上尉電子官，海軍機校45年班電機系畢業、湖南人）、王正義（已退役前海軍第二醫院政工官，河南人）因企圖將飛機劫持至中國大陸不成，而將飛行員殺害，使飛機墜毀。 
此案可能為國民黨政府撤退來台後第一起商用客機劫機事件，劫機者又為現役及退役軍人，同時期中華民國空軍亦發生多起軍機投共事件，為了國家顏面與政治社會現實考量，諸多因素下，民航局調查結果將失事原因導向為「機械故障」，並將責任歸咎於民航空運公司，掩蓋劫機真相。

## 紀念
空難現場附近後空難發生時，因三角村村民認為神明保佑村民平安，因而在薛府王爺廟旁空地設有一座「空難亡魂紀念碑」。

## 乘客
| 國籍            | 乘客人數 | 機組人員人數 | 合計 |
| --------------- | -------- | ------------ | ---- |
| 中華民國        | 29       | 5            | 34   |
| 美国            | 20       | -            | 20   |
| 馬來西亞        | 2        | -            | 2    |
| 英国            | 1        | -            | 1    |
| 總計（4個國家） | 52       | 5            | 57   |